# پولیانگودی
پولیانگودی (به انگلیسی: Puliyankudi) یک منطقهٔ مسکونی در هند است که در بخش تیرونلولی واقع شده‌است. پولیانگودی ۶۶٬۰۰۰ نفر جمعیت دارد.